# Pyrestes pyrrhus
Pyrestes pyrrhus là một loài bọ cánh cứng trong họ Cerambycidae.